# Mojstir (Istok)
Pour les articles homonymes, voir Mojstir.
Mojstir en albanais et Mojstir en serbe latin (en serbe cyrillique : Мојстир) est une localité du Kosovo située dans la commune/municipalité d'Istog/Istok et dans le district de Pejë/Peć. Selon le recensement kosovar de 2011, elle compte 281 habitants.

## Démographie

### Évolution historique de la population dans la localité
| 1948 | 1953 | 1961 | 1971 | 1981 | 1991 | 2011 |
| ---- | ---- | ---- | ---- | ---- | ---- | ---- |
| 233  | 255  | 300  | 334  | 311  | 315  | 281  |

|  |

### Répartition de la population par nationalités (2011)
En 2011, les Albanais représentaient 99,29 % de la population.